# Hawk Springs, Wyoming
Hawk Springs är en ort (census-designated place) i Goshen County i östra delen av den amerikanska delstaten Wyoming, belägen omkring 100 kilometer nordost om delstatens huvudstad Cheyenne. Befolkningen uppgick till 45 invånare vid 2010 års federala folkräkning.
Orten ligger i ett uppodlat landskap väster om vattendraget Horse Creek.
Genom Hawk Springs går den federala landsvägen U.S. Route 85 i nord-sydlig riktning. Orten har även en järnvägsstation på Union Pacifics sidolinje mellan Egbert och Yoder, som idag enbart används för godstrafik.